# Bocchoris darsanalis
Bocchoris darsanalis là một loài bướm đêm trong họ Crambidae.